# Amala (mitología)
Amala (Am'ala’, literalmente ‘agujero de humo’, que se refiere a que era muy sucio) es el gigante de la mitología tsimshian que sujeta el poste sobre el que gira el mundo. Amala yace sobre su espalda mientras lo sostiene, y su fuerza se renueva temporalmente cada año a base de friegas de grasa de pato en su espalda, que cada vez es más escasa. Se dice que cuando el último pato sea cazado y ya no haya más grasa de pato en el mundo, Amala morirá y el mundo llegará a su fin.

## El Mito Tsimshian

### Juventud
Amala era el más joven de cuatro hermanos, siendo muy débil y perezoso, era constantemente maltratado por ellos. Estos le ponen el apodo de Sucio (Am'ala’, literalmente ‘agujero de humo’), debido a que era muy sucio, ya que nunca tomaba un baño, dormía en una cama de cenizas o incluso dormía en su propia orina (cuando dormía hasta tarde sus hermanos veían vapor saliendo de la cama donde dormía, haciéndoles creer que se había orinado). 
Mientras sus hermanos salían desde temprano a bañarse y entrenar para hacerse más fuertes por orden de su tío (un jefe que quería que estos se hicieran fuertes para que pelearan con los guerreros de otras tribus) Amala se despertaba tarde y permaneciá todo el día sobre su cama de cenizas en una esquina de la casa. Por la noche mientras todos dormían, salía a sentarse en el agua hasta poco antes del amanecer, en que regresaba a su casa. Como al salir del agua no se acercaba al fuego, sino que se cubría con su cobija de piel de venado durmiéndose aún mojado, salía vapor de su cama de cenizas mientras dormía.  
Un día reunidos en alrededor del fuego, sus hermanos discutían sobre la prueba que les había encomendado su tío. Este les había ordenado que después de nadar en el mar al salir del agua, debían arrancar la rama fresca de un árbol de abeto con sus propias manos sin usar herramientas, lo cual no podían hacer. Amala les respondió que el podría hacerlo fácilmente, por lo que se burlaron de este y lo corrieron de su casa.

### El hombre más fuerte
Lleno de tristeza, el joven fue a un arroyo que se encontraba en el valle al sur de su casa, donde se encontró a un joven sobrenatural de piel brillante. Amala le pidió que lo hiciera el más fuerte y limpio de los hombres, a lo que este accedió llevándolo a un estanque y lavándolo con hojas de un árbol misterioso. Al emerger del agua, Amala estaba limpio y fuerte por lo que podía arrancar un árbol de abeto con todo y raíces con sus propias manos. Sin embargo, esto no le fue suficiente por lo que se metió varias veces de nuevo al estanque donde cada vez salía más fuerte, hasta que el ser le dijo que era demasiado y se desvaneció.
Cuando el día en que se reunieran los jefes y sus guerreros llegó, su tío les encargo que hicieran el fuego, por lo que cada uno trajo con sigo la rama fresca arrancada de un árbol de abeto, pero Amala llegó con el árbol entero arrancado desde la raíz humillándolos al ser más fuerte que ellos. Cuando llegó el momento de pelear para cada uno de sus hermanos, estos fueron derrotados en sus enfrentamientos por sus rivales de otras tribus, por lo que su tío quedó humillado. Amala se paró enfrente y les dijo a los tres hombres que le atacaran al mismo tiempo, y al hacerlo, este les aplastó los cráneos matándolos al instante. Debido a esto, todas las tribus le atacaron al mismo tiempo, pero este los derrotó fácilmente matando a muchos en el proceso, ganándose la fama de ser el Hombre más Fuerte del Mundo.
Debido a todos los que mató su tío tuvo que pagarles con todo lo que tenía a las otras tribus para compensar las muertes, por lo que quedó pobre, y toda la gente de su tribu abandonó a Amala dejándolo solamente acompañado de un esclavo. Su esclavo resultó ser muy bueno cazando patos para que su amo comiera, y reunía la grasa de estos en una canasta, a esto Amala le ordenó que cuando viera su espalda arqueada, este le fregará la espalda con la grasa que había recogido para refrescar sus músculos.

### El poste que sostiene al mundo
Al correrse la fama de que Amala era el hombre más fuerte sobre la tierra, los animales más fuertes de todo el mundo comenzaron a retarlo, siendo fácilmente vencidos por este, luego lo retaron los grandes árboles, las aves y todos los seres viviente, quienes también fueron derrotados. finalmente lo reto una montaña quien al derrotarlo le otorgó a este su poder (la vida de una montaña es hasta el final de los tiempos haciendo a Amala inmortal).
Cuando su fama se extendió un par de hombres de una aldea lejana lo fueron a buscar por órdenes del jefe de su tribu, el cual estaba enfermo, y tenía la tarea desde el principio de los tiempos de sostener el poste que sostiene el mundo, y mando por Amala para que este le reemplazara antes de morir. Amala le otorgó la mitad de su vida a su esclavo para que este se sentara a su lado y le frotara la espalda con grasa de pato una vez al año, y así Amala se recostó sobre su espalda y el anciano jefe le puso el poste que sostiene al mundo sobre su pecho, el cual sostiene hasta la fecha. Se dice que cuando el último pato sea cazado y ya no exista la grasa de pato en el mundo la fuerza de Amala cederá y este morirá, trayendo con esto el fin del mundo.